# Olympische Sommerspiele 1988/Teilnehmer (Mauretanien)
| Gelbes Symbol für Goldmedaillen mit stilisierten Olympischen Ringen | Graues Symbol für Silbermedaillen mit stilisierten Olympischen Ringen | Braundes Symbol für Bronzemedaillen mit stilisierten Olympischen Ringen |
| ------------------------------------------------------------------- | --------------------------------------------------------------------- | ----------------------------------------------------------------------- |
| —                                                                   | —                                                                     | —                                                                       |

Mauretanien nahm an den Olympischen Sommerspielen 1988 in Seoul, Südkorea, mit einer Delegation von sechs Sportlern (allesamt Männer) an sieben Wettkämpfen in zwei Sportarten teil. Medaillen konnten keine gewonnen werden. Es war die zweite Teilnahme an Olympischen Sommerspielen für das Land.

## Teilnehmer nach Sportarten

### Leichtathletik
- Mohamed Ould Khalifa
  - 5000-Meter-Lauf

Runde eins: ausgeschieden in Lauf zwei (Rang 17), 15:18,64 Minuten

- Mohamed Ould Khayar
  - 1500-Meter-Lauf

Runde eins: ausgeschieden in Lauf eins (Rang 15), 4:12,18 Minuten

### Ringen
- Samba Adama
Halbschwergewicht, Freistil: 2. Runde
Halbschwergewicht, griechisch-römisch: 2. Runde

- Salem Ould Habib
Weltergewicht, Freistil: 2. Runde

- Babacar Sar
Schwergewicht, Freistil: 4. Runde

- Oumar Samba Sy
Schwergewicht, griechisch-römisch: 3. Runde